# Raben Steinfeld
Raben Steinfeld – miejscowość i gmina w Niemczech, w kraju związkowym Meklemburgia-Pomorze Przednie, w powiecie Ludwigslust-Parchim, wchodzi w skład Związku Gmin Crivitz. Do 31 grudnia 2013 wchodziła w skład Związku Gmin Ostufer Schweriner See.
Na terenie gminy znajdują się dwa wiekowe drzewa – dęby o obwodach: 750 oraz 760 cm (w 1999).